# صنیع‌الملک
میرزا ابوالحسن‌ خان غفاری کاشانی (حدود ۱۲۲۹ ه‍.ق / ۱۸۱۳ میلادی – ۱۲۸۳ ه‍.ق / ۱۸۶۶ میلادی) ملقب به صَنیعُ‌المُلک، نقاش ایرانی بود. او را ابوالحسن ثانی نیز می‌گویند. وی فرزند میرزا محمد غفاری و از خانواده قاضی عبدالمطلب غفاری کاشانی و عموی محمد غفاری معروف به کمال‌الملک است. صنیع‌الملک بنیان‌گذار نخستین مدرسهٔ نقاشی در ایران است.
او شاگرد مهرعلی بود. در حدود ۱۲۶۲ یا ۱۲۶۳ ه‍.ق، برای آشنایی با نقاشی اروپا به ایتالیا فرستاده‌شد. او نخستین هنرمند ایرانیِ آموزش‌دیده در اروپاست. پس از بازگشت به ایران، به‌عنوان «نقاش‌باشی» گماشته‌شد. ۱۲۷۷ ه‍.ق، از سوی ناصرالدین‌شاه، مدیر چاپ و سردبیر رسمی روزنامهٔ دولت شد. ۱۲۷۸ ه‍.ق، ناصرالدین‌شاه او را «صنیع‌الملک» لقب داد و ساختمانی برای تأسیس مدرسهٔ نقاشی به او داده‌شد. او نخستین هنرستان نقاشی ایران با روش نوین را تأسیس کرد. باآن‌که دورهٔ فعالیت این هنرستان کوتاه بود، نقشی اثرگذار در جنبشی تازه در نقاشی ایران داشت. صنیع‌الملک، ۱۲۸۳ ه‍.ق به نیابت وزارت علوم رسید و مأمور انتشار سه روزنامهٔ دیگر شد. اما نبودن نامی از او در روزنامه‌ها و نوشته‌های آن روزگار پس از آن و افت کیفیت یک‌بارهٔ روزنامه، نشان‌ می‌دهد که او اوایل ۱۲۸۳ ه‍.ق، در اثر سکته، درگذشته‌است. او را، بنا به وصیتش، در یکی از هشتی‌های مقبرهٔ میرزا ابوالقاسم امام جمعهٔ تهران به‌خاک سپردند.
آثار ابوالحسن تا پیش‌از سفر اروپا، تأثیر استادان ایرانی و سبک نگارگران اصفهان را بر او نشان می‌دهد. گرچه او، اثرپذیرفته از سفر اروپا، درک بسیار از مبانی علمی طبیعت‌نگاری داشت، همیشه به پایداری روح سنت ایرانی در نقاشی اهتمام می‌ورزید. به‌کارنبردن دقیق پرسپکتیو، نشان‌دهندهٔ توجه او به سنت‌های نقاشی ایرانی است. او افزون‌بر پرداختن به ویژگی‌های ظاهری در نقاشی چهره ، مهارت فراوانی نیز در نمایش حالت و شخصیت اشخاص داشت. باآن‌که او بیشتر بنا به جایگاهش، چهره‌نگار درباری بود، به موضوعات اجتماعی نیز توجه داشت. بیشتر آثار او دربردارندهٔ گونه‌ای هزل و طنز هستند که در نگارگری ایران کمیاب است. انتخاب موضوع، طراحی، رنگ‌آمیزی و ترکیب‌بندی آثار او نشان می‌دهد که گرچه از هنر غربی آگاه و بهره‌مند بود، در برابر آن خودباخته نبود و شخصیت هنری خویش را حفظ کرد؛ و برای همین، جایگاهی ویژه در هنر سده‌های اخیر ایران دارد. او از هنر درباری، گریزان بود. در دوره‌ای کوتاه پس از درگذشتش، اثرگذاری‌اش بر جامعه از میان رفت. حتی روشن نیست مدرسهٔ هنری‌اش باقی ماند یا نه. جز شمارِ اندکی از شاگردانش، دربارهٔ کارآموزانش در مجمع‌الصنایع، یا کسانی که در روزنامه یا مدرسه هنری‌اش آموزش دیدند، اطلاعات اندکی هست. چه‌بسا نزدیک‌ترین کس به او در سبک، سلیقه و بی‌نیازی از پشتیبانی دربار، برادرزاده‌اش محمد غفاری، ملقب به کمال‌الملک بوده‌باشد.

## زمینهٔ تاریخی

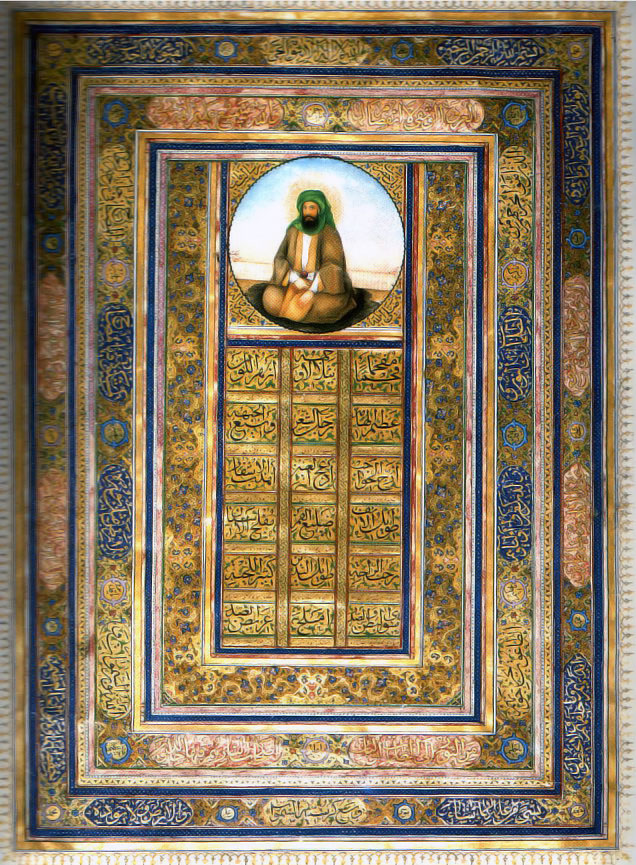
«تصویر پیامبر اسلام»

ایرانِ عصرِ فتحعلی‌شاه در آغاز سدهٔ نوزدهم میلادی، درگیر جنگ‌های با روسیه در منطقهٔ قفقاز بود که به جدایی همهٔ سرزمین‌های قفقاز از ایران انجامید. با مرگ عباس میرزا، فرزندش محمد میرزا، ولیعهدِ ایران شد و پس از مرگِ فتحعلی‌شاه در کشمکش با مدعیانِ تاج و تخت، به پادشاهی رسید. دوران پادشاهی محمدشاه ادامهٔ روشِ شاهِ پیشین بود. ایرانْ درگیرِ شورش‌ها و آشوب‌ها در ایالاتِ جنوبی بود که از سوی مدعیان پادشاهیِ در تبعید پشتیبانی می‌شد. روزگارِ پس از محمدشاه و عصرِ ناصری سرآغاز دگرگونی‌هایی بود. پیدایش بابیه و برنامه‌های اصلاحیِ امیرکبیر از این دگرگونی‌ها بود. ایجاد نخستین خطوطِ تلگراف در ایران به ناصرالدین‌شاه برای حفظ و افزایشِ قدرت دولتِ مرکزی یاری رساند. مرگ امیرکبیر و به‌دنبال آن، صدارتِ میرزا آقاخان نوری، سببِ مشکلات بسیاری در ادارهٔ کشور شد. ناتوانیِ دولت در ادارهٔ امور سبب شد تا ناصرالدین‌شاه پس از دوره‌ای حکومتِ بدون صَدرِاعظم، سرانجام میرزا حسین‌خان سپهسالار را — که از نظر اندیشه بسیار به امیرکبیر شباهت داشت — به صِدارَتِ عُظمیٰ برگزیند.

### هنر و نقاشی ایرانی در روزگار قاجار
در دورهٔ تکوینِ شیوه‌های التقاطی در نقاشی ایرانی، نقاشی سنتیْ قالب‌های تازه‌ای در روندِ وام‌گیری از طبیعت‌گراییِ اروپایی را به‌دست می‌آورد. سرآغازِ این دورهٔ دویست ساله، ارتباط با جهان غرب و آشنایی با هنر اروپایی بود که به فرنگی‌سازی انجامید. راه‌های این آشنایی، افزون‌بر آثار هنر اروپایی در ایران و برقراری ارتباط با نقاشان اروپاییِ مقیمِ اصفهان، نقاشی جلفای نو و نقاشی گورکانی نیز بود. رویین پاکباز می‌گوید جلبِ هنرمندانی مانند محمد زمان به طبیعت‌پردازی، از سرِ تقلیدِ ناآگاهانه یا نوعی طبع‌آزمایی نبود، بلکه دگرگونی در نقاشیِ آن روزگار با توجه به شرایط اجتماعی و فرهنگی ضروری می‌نمود. ورودِ موضوعاتِ تازه‌ای مانند گل و مرغ، چهره‌نگاری و منظره‌سازی به نقاشی ایرانی، و تکنیک‌هایی مانند نقاشی رنگ روغن بر دیوار و بوم، نقاشی زیر لاکی روی قلمدان و جعبه و آینه از دیگر نتایجِ فرنگی‌سازی بود؛ اما در همهٔ اینها ردپایی از سنتِ کهنِ تزیین و ظریف‌کاری به‌چشم می‌خورد. پیامدِ فرنگی‌سازی در نقاشیِ ایرانی، پیکرنگاری درباری بود که در اواخر سدهٔ هجدهم میلادی آغاز شد و در عصرِ فتحعلی‌شاه به اوج خود رسید. با آنکه این مکتب از عناصرِ طبیعت‌گراییِ اروپایی بهره برد، اما به شیوهٔ سنتیِ آرمانیِ نمایشِ واقعیت در نقاشی ایرانی وفادار ماند. ویژگی‌های کلی این مکتب عبارتند از: ترکیب‌بندی متقارن و ایستا با عناصری افقی، عمودی و یا منحنی، و انتخاب رنگِ محدود با غلبهٔ رنگ‌های گرم و به‌ویژه قرمز. در این مکتب، نمایشِ پیکر انسانی بدون شبیه‌سازی اهمیت بنیادین دارد. پیکره‌ها نمونه‌وار و قراردادی تصویر می‌شوند و هدف، نشان‌دادنِ جلال و شکوهِ شخصیت‌هاست. این مکتب در آثار نقاشانی چون محمدصادق، باقر و میرزابابا به کمال خود رسید و سپس در آثار مهرعلی، محمدحسن، ابوالقاسم و احمد ادامه یافت. پیکرنگاری درباری نخستین سبکِ منسجمِ نقاشیِ ایرانی پس از سقوطِ صفویه است و در آن تلفیقِ سنت‌های ایرانی و اروپایی در فرمی پالایش‌شده و شکوهمند نمایش داده می‌شود. پس از مرگ فتحعلی‌شاه، مکتب پیکرنگاری درباری نیز رو به افول گذاشت و عصر محمدشاه دوباره شاهدِ نابسامانی در نقاشی درباری بود. از دیگر سو، بیرون از حیطهٔ دربار، انواع نقاشیْ بازاری برای خویش یافتند.

## زندگی
ابوالحسن پسر بزرگتر میرزا محمد غفاری و نوهٔ برادر ابوالحسن مستوفی غفاری، اولین نسل نقاشان کاشان، بود. با توجه به شواهد و قرائن، در حدود سال ۱۲۲۹ ه‍.ق در کاشان متولد شد. در حدود سال‌های ۱۲۴۴–۱۲۴۵ ه‍.ق، شاگرد بهترین نقاشان دربار فتحعلی‌شاه، مِهرعلی بود. تک‌چهره‌ای سیاه‌قلم آب‌مرکبی از مهرعلی به‌عنوان سرمشق برای ابوالحسن وجود دارد که در گوشهٔ سمت چپ «زد رقم بندهٔ شه مهرعلی ۱۲۴۵» و در گوشهٔ راست «به‌جهت سرمشق میرزا ابوالحسن ... ۱۲۴۵» رقم خورده‌است. در عبارت دوم، نسبت «غفاری» یا «کاشانی» زدوده شده‌است؛ اما از آن‌رو که که در آن تاریخ هنرآموز و نگارگر جوانی جز ابوالحسن غفاری شناخته‌شده نیست، شکی در انتساب این سرمشق به او وجود ندارد. ابوالحسن در دههٔ بعد پیشرفتی سریع داشت و در سال ۱۲۵۸ ه‍.ق و در بیست و نه سالگی، نقاشی رنگ روغن از چهرهٔ محمدشاه، جایگاه او را به‌عنوان هنرمند دربار تثبیت کرد و پس از مدتی سمت «نقاشباشی» دربار را دریافت کرد. اینچنین سبک او شکل گرفت؛ در نقاشی رنگ روغن، اصلاحاتی بر روش مهرعلی صورت داد؛ اما نقاشی‌ها و پرتره‌های مینیاتوری او نشان‌دهندهٔ اصالت، طبیعت‌گرایی و کمال فنی است. از آثار او پیش از سفر به اروپا روشن می‌شود که او در آن زمان، تحت تأثیر استادان و شرایط زمان، به شیوهٔ نگارگران اصفهانی کار می‌کرده و روش طراحی، قلمزنی و رنگ‌آمیزی‌شان را به‌کار می‌بسته‌است.

### سفر اروپا
اواخر سلطنت محمدشاه در اواخر سال ۱۲۶۳ ه‍.ق یا پس از آن سال، با سرمایهٔ خویش یا به‌کمک محمدشاه یا به‌گفتهٔ خان ملک ساسانی با کمک‌های حسینعلی‌خان معیرالممالک جهت آشنایی با نقاشی اروپا به ایتالیا فرستاده شد. تاریخ دقیق آغاز سفرش به اروپا روشن نیست. خان ملک آغاز و پایان سفر را ۱۲۵۶ و ۱۲۶۲ ه‍.ق نوشته‌است؛ اما یحیی ذکاء با توجه به آثار تاریخ‌دارِ ابوالحسن که نشانه‌های طبیعت ایران را دارد، بر این عقیده است که ابوالحسن در فاصلهٔ این تاریخ در ایران بوده‌است. ذکاء ادامه می‌دهد شواهد این نتیجه را به‌دست می‌دهند که سفر ابوالحسن به اروپا پس از ۱۳۶۳ ه‍.ق بوده‌است. حدودِ سالِ بازگشتش را هم از کتاب گنج شایگان — که نگارش آن در سال ۱۲۷۳ ه‍.ق پایان یافته — می‌توان به‌دست آورد. دیباچه‌نگار اصفهانی در گنج شایگان می‌نویسد: «میرزا ابوالحسن خان نقاشباشی... و حالیا هفتم سال است که از ایتالیا معاودت نموده...» بر اساس سال نگارش کتاب، ابوالحسن در سال ۱۲۶۶ ه‍.ق به ایران بازگشته‌است. از سوی دیگر، با توجه به اینکه میان سال‌های ۱۲۶۴ و ۱۲۶۶ ه‍.ق هیچ اثری از کارهای انجام‌شدهٔ او در ایران در دست نیست، می‌توان پنداشت که آغاز سفر او در اواخر سال ۱۲۶۳ ه‍.ق بوده و حدود سه تا چهار سال را در ایتالیا به‌سر برده‌است. تاریخ نخستین آثار او پس از بازگشت، ۱۲۶۷ ه‍.ق را نشان می‌دهد. تعداد آثار او در این سال، شش اثر است. او نخستین هنرمند ایرانیِ آموزش‌دیده در اروپاست. بین سال‌های ۱۸۴۶ و ۱۸۵۰ او در ایتالیا به مطالعه و نسخه‌برداری از کارهای استادان ایتالیایی مانند رافائل و تیسین در رم، واتیکان، فلورانس و ونیز مشغول بود.

### در دربار
ابوالحسن در سال ۱۲۶۷ ه‍.ق، به ایران بازگشت و به‌عنوان «نقاشباشی» منصوب، و جانشین محمدابراهیم نقاش‌باشی شد. او به دارُالْفُنون که ناصرالدین‌شاه در تهران تأسیس کرده بود، علاقه داشت؛ طرحی که اصالت و پی‌ریزیِ آن متعلق به میرزا تقی‌خان امیرکبیر بود، اما تا پس از قتلِ نابهنگام او در ۱۲۶۸ ه‍.ق تکمیل نشد. ابوالحسن در سال ۱۲۷۷ ه‍.ق و از سوی ناصرالدین‌شاه، مدیر چاپ و سردبیر رسمیِ روزنامهٔ دولتِ عِلّیهٔ ایران شد. شش سالِ پایانِ زندگیِ ابوالحسن به انتشار روزنامه و ادارهٔ امور دارُالطِّباعه و نقاشخانهٔ دولتی گذشت. او در این مدت، چهره و شبیهِ رجال و شخصیت‌های معروف بسیاری و بناهای سلطنتی و دولتی تهران را به‌صورت نقاشی و باسمه در روزنامه به چاپ رساند. اما این فعالیت‌ها سبب شد تا او کمتر اثری مستقل از روزنامه بیافریند. در ۱۲۷۸ ه‍.ق نُه ماه پس از چاپ و انتشار روزنامهٔ دولت، از سوی ناصرالدین‌شاه و به‌خاطر کوشش و مهارت در طراحی‌های استادانه و چاپ نفیسِ روزنامه، لقب «صَنیعُ‌الْمُلک» به او اعطا شد — که معمولاً با این نام شناخته می‌شود — و ساختمانی جهت تأسیس نخستین مدرسهٔ نقاشی به وی داده شد. فرمان اعطای این لقب در شمارهٔ ۴۹۱ روزنامهٔ دولت علّیهٔ ایران به‌تاریخ ذیقعدهٔ ۱۲۷۷ ه‍.ق چاپ شد. صنیع‌الملک در ساختمانی در کنار ارگ سلطنتی، با ابزارِ به‌همراه‌آورده از ایتالیا برای تشکیل هنرستان نقاشی، نقاشخانهٔ رایگان دولتی با روش جدید را تأسیس کرد. این خبر در ۳ شوال ۱۲۷۸ ه‍.ق در روزنامه به چاپ رسید. پس از انتشار این اطلاعیه، مقدمات کار از سوی صنیع‌الملک آماده شد و سپس ناصرالدین‌شاه از هنرستان بازدید، و رسماً اجازهٔ افتتاح و پذیرش شاگرد را صادر کرد. خبر بازدید و افتتاح و پذیرش شاگرد در شمارهٔ ۵۲۰ روزنامهٔ دولت علّیهٔ ایران به چاپ رسید. با آنکه دورهٔ فعالیتِ این هنرستان کوتاه بود، اما نقشی اثرگذار در جنبشی تازه در نقاشی ایران داشت. فعالیت‌های نظم‌آفرینِ صنیع‌الملک چنان بود که از سوی شاه تحسین شد که نمونهٔ آن خبری است که در شمارهٔ ۵۴۳ روزنامهٔ دولت علّیهٔ ایران به‌تاریخ ذیحجهٔ ۱۲۷۹ ه‍.ق به چاپ رسید. او در این سال یک قطعه نشانِ سرتیپی و حمایلش را از سوی شاه دریافت کرد. سپس‌تر وظایف و مسئولیت‌هایی از سوی شاه بر عهدهٔ او گذاشته شد که به‌گفتهٔ یحیی ذکاء، سرآغاز رسمیِ سانسور در مطبوعات است.

### درگذشت
روزنامهٔ دولت علّیهٔ ایران چندین سال با نظارت صنیع‌الملک چاپ و با سرلوح‌ها و نقاشی‌های وی تزیین می‌شد؛ اما از شمارهٔ ۵۲۶، تغییرات محسوسی در سرلوح آن دیده شد. دو شمارهٔ بعد یعنی در ۵۲۸ به‌تاریخ چهارم رجب ۱۲۸۲ ه‍.ق، تصویری در روزنامه به چاپ رسید که با شیوهٔ صنیع‌الملک تفاوت داشت. پس از آن چند شماره بدون تصویری از رجال و شخصیت‌ها چاپ شد. مجدداً سرلوحِ شیر و خورشید در شماره‌های ۵۷۹ تا ۵۸۸ در محرم ۱۲۸۳ ه‍.ق، ناشیانه و زشت به چاپ رسید که نشان از عدم نظارتِ صنیع‌الملک داشت، اما در شمارهٔ ۵۸۹ اندکی بهتر شد که احتمالاً از نسخه‌های کارِ صنیع‌الملک نسخه‌برداری شده بود. صنیع‌الملک در ربیعُ‌الْاوّل سال ۱۲۸۳ ه‍.ق به سمت نیابتِ اِعتِضادُالسَّلطنه در وزارت علوم منصوب شد. در این میان و در شمارهٔ ۵۹۱ به‌تاریخ ششم ربیع‌الاول ۱۲۸۳ ه‍.ق، خبر جایگزینی روزنامهٔ دولت علّیهٔ ایران با راه‌اندازی و انتشار چهار روزنامه به چاپ رسید. اما شمارهٔ ۵۹۲ مجدداً با نام دولت علّیهٔ ایران و سرلوحِ شیر و خورشیدی مانند سرلوح‌های پیشین و نیز پس از ماه‌ها نگاره‌ای از عزیزخان مکری به قلم صنیع‌الملک چاپ شد. از شمارهٔ ۵۹۳ نام روزنامه مطابق با همان خبر پیشین، به روزنامهٔ دولتی تغییر یافت، اما ترتیب شماره‌ها همچنان باقی ماند و شیر و خورشیدِ این شماره نیز به‌دستِ صنیع‌الملک نقاشی شد، اما در شیر و خورشیدهای شماره‌های ۵۹۴ تا ۵۹۹ اثری از قلمِ صنیع‌الملک نبود. شمارهٔ ۵۹۶ تصویری دارد که احتمالاً متعلق به صنیع‌الملک است و در شمارهٔ ۵۹۹ روزنامهٔ دولتی به‌تاریخ ۲۲ شوال ۱۲۸۳ ه‍.ق، تصویری از شاهزاده کیومرث میرزا چاپ شد که آخرین اثر چاپ‌شده از صنیع‌الملک در این روزنامه است. پس از این و در شمارهٔ ۶۰۰ روزنامهٔ دولتی به‌تاریخ ۷ ذیقعدهٔ ۱۲۸۳ ه‍.ق، خبری دربارهٔ بازدید ناصرالدین‌شاه از دارالفنون و دارالطباعه در پنجم ذیقعده چاپ شد، اما از صنیع‌الملک نام برده نشد. او در فاصلهٔ ۲۲ شوّال تا ۵ ذیقعده ۱۲۸۳ ه‍.ق، در اثر سکته‌ای ناگهانی درگذشت.
یحیی ذکاء می‌گوید ماجرای تغییراتِ پیاپی در روزنامهٔ دولت علّیهٔ ایران و درگذشتِ ناگهانیِ صنیع‌الملک و سکوت دربارهٔ آن، موضوعی است که همچنان مبهم است. روشن نیست تغییرات در سرلوحِ روزنامه در سال ۱۲۸۲ ه‍.ق و پس از آن، به‌خاطر بیماری صنیع‌الملک بوده یا ناراحتی وی از دستگاه حکومتی. این موضوع از آن جهت اهمیت دارد که پس از درگذشتش، در هیچ روزنامه و نوشته‌ای، یادی از او نشد و این گمان را پیش می‌آورد که او مغضوبِ شاه یا اطرافیان مانند اعتضادالسلطنه قرار گرفته باشد. تنها یادی که از او شد، دربارهٔ تاریخ درگذشتش است که فرهاد میرزا در ماده‌تاریخی آن را ثبت کرده‌است. ذکاء ادامه می‌دهد گزارش‌های گوناگونی دربارهٔ تاریخ درگذشت وی نقل شده‌است، اما با توجه به شواهد، وی در فاصلهٔ اواخر شوال تا اوایل ذیقعدهٔ ۱۲۸۳ ه‍.ق و در حدود پنجاه و چهار سالگی درگذشته‌است. ماده‌تاریخ ضبط‌شدهٔ فرهاد میرزا در کتاب زنبیل، عبارت «نقاشباشی چرسی بمرد» است که ۱۲۸۳ ه‍.ق را به‌دست می‌دهد. این ماده‌تاریخ حکایت از ناراحتی میان او و صنیع‌الملک است که سببش روشن نیست. طبق وصیتش در یکی از هشتی‌های مقبرهٔ میرزا ابوالقاسم، امام جمعهٔ تهران به‌خاک سپرده شد. میرزا عباس نقاش در صفحهٔ پایانی نسخهٔ چاپ سنگی یوسف و زلیخا، به‌اشتباه تاریخ ۱۲۸۲ ه‍.ق را ذکر می‌کند که باعث خطای نویسندگان بسیاری شده‌است. میرزا عباس سن او را به هنگام مرگ پنجاه سال و دیگران پنجاه و یک تا پنجاه و چهار سال ذکر کرده‌اند. اینکه بار عظیمِ این مسئولیت بیش از حدِ توانِ او بود یا اینکه بیماری جسمی داشت، روشن نیست.
صنیع‌الملک سه پسر به نام‌های اسدالله خان، سیف‌الله خان و یحیی خان داشت که هر سه در نقاشی دستی داشتند، اما مهارت فرزند سوم چنان بود که مورد توجه ناصرالدین‌شاه قرار گرفت و از سوی شاه «ابوالحسن ثالث» نامیده، و به این نام مشهور شد.

## سبک
مهارت ابوالحسن در شبیه‌سازی با بهره‌گیری از اسلوبِ پرداز حتی پیش از سفر به ایتالیا روشن بود. این ویژگی در اثر چهره‌نگاریِ حاجی میرزا آقاسی به‌خوبی به چشم می‌آید. در آثاری مانند «دلدادگان و مشاطه»، تأثیر روش‌های مرسوم دربار بر صنیع‌الملک آشکار است. آثار ابوالحسن تا پیش از سفر اروپا، تأثیر استادان ایرانی او و سبک نگارگران اصفهان را نشان می‌دهد. سپس‌تر با اثرپذیری از کارهای نقاشان اروپایی، در اسلوب و سبک و دید هنری خویش تحولی ایجاد کرد. با آنکه درک بالایی از مبانی و قواعد علمی طبیعت‌نگاری داشت، اما همیشه بر پایداری روح سنت ایرانی در نقاشی اهتمام می‌ورزید. همین شناخت و درک، سبب تلاش برای گشایش هنرستان به سبک اروپایی در ایران از سوی او بود. کوشش او این بود که میان سنت‌های نقاشی اروپایی و ایرانی پیوند برقرار کند. به‌کارنبردن دقیق پِرْسْپِکتیو و عدم پایبندی به آن — که ظاهراً از سوی او آگاهانه بوده‌است — نشان‌دهندهٔ توجه او به سنت‌های نقاشی ایرانی و محفوظ نگهداشتن طراحی و رنگ‌آمیزی دوبعدی است. صنیع‌الملک به‌ویژه در چهره‌نگاری واقع‌گرایانه نوآوری کرد. او افزون بر شبیه‌سازی ویژگی‌های ظاهری و درونی، مهارت و دقت فراوانی نیز در نمایش حالت و شخصیت اشخاص داشت. بی‌شک تخصص وی در چهره‌نگاری بود، آنچنان‌که به‌خاطر شخصیت‌پردازی‌های هوشمندانه و ماهرانهٔ وی اغلب به‌نظر می‌رسید که موضوع از لحاظ زنده و واقعی‌بودن چنان است که گویی در مقابل بیننده ایستاده‌است. بسیاری از شاگردان، نقاشان معاصر و نیز نقاشان دوره‌های پسین نیز چهره‌نگاری کردند، اما کمتر نقاشی توانست در چهره‌نگاری روان‌شناسانه — مانند نقاشی «طبیب و بیمار» — در سطح او ظاهر شود. با آنکه او بیشتر بنا به جایگاهش، چهره‌نگاری درباری بود، اما به موضوعات اجتماعی نیز توجه داشت. این ویژگی واقع‌گرایانهٔ او در آثار برخی از نقاشان عصر ناصری بیشتر نمود یافت.
آثار صنیع‌الملک نشان‌دهندهٔ طبیعت‌گرابودنِ اوست. او بیش از هر موضوعی، به انسان علاقه داشت و ازاین‌رو، تک‌چهره‌های فراوانی از او به‌جای مانده‌است که بیشترشان با اسلوبِ نقطه‌پرداز کار شده‌اند. مهارت او در ترکیب رنگ‌های چهره و توازن و هماهنگی آن‌ها و ظرافت و دقت در آثار چشمگیر است. نگاه او، غربی است و برخلاف هنرمندان گذشتهٔ ایران که دیدی درونی و ذهنیت‌گرا به موضوع داشتند، نگاه و دید او بیرونی و عینی است که نتیجهٔ اثرگذاری هنرمندانِ رنسانسیِ اروپاست. او در وهلهٔ نخست، طراح است. ظرافت و دقت طراحی‌اش، پیونددهندهٔ آثارش با نقاشی ایرانی است. او ترکیب‌بندی آثارش را با توجه به موضوع و محل، گاهی به روش غربی و گاهی به روش ایرانی و شرقی به‌صورت مبتکرانه آفریده‌است. ظاهراً توجه و اصالت دادن او به موضوع سبب شد تا چندان به رعایت اصول پرسپکتیو پایبند نباشد. بیشتر آثار او دربردارندهٔ گونه‌ای هَزْل و طنزند که در نگارگری ایران کمیاب است. حضور او در اروپا در زمانی بود که در نقاشی ایتالیا هنوز تحولی نو رخ نداده بود و بیشتر هنرمندان پیرو اصول کلاسیک رنسانس بودند. هنرمندان نامبرده در آگهی گشایش مدرسهٔ نقاشی — که او از آثارشان نسخه‌بردای کرده بود — نشان‌دهندهٔ گرایش او به رنسانس و هنرمندان شاخص آن هستند. بااین‌حال، انتخاب موضوع، طراحی، رنگ‌آمیزی و ترکیب‌بندیِ آثارِ او نشان می‌دهد که او به جنبه‌های ایرانی‌بودن آثارش توجه داشته و آن را فراموش نکرده؛ و علی‌رغمِ استفاده از هنر غربی، در برابر آن احساسِ خودباختگی نداشته و شخصیت هنری خویش را حفظ کرده‌است. همین نکته، او را دارای جایگاهی ویژه در هنر سده‌های اخیر ایران قرار می‌دهد.

## میراث
عباس امانت می‌گوید دگرگونیِ آرامِ سبکِ هنریِ صنیع‌الملک و طنز ماهرانهٔ مشهود در آثارش را می‌توان نشانهٔ تغییر تدریجیِ جهان‌بینی‌اش دانست. او از هنر درباریْ گریزان بود. با آنکه از هنر گرافیک اروپایی اثرپذیرفته بود، اما برای ترسیم جهانی ایرانی با اصول و ارزش‌های ویژهٔ خود اهتمام داشت. درهم‌آمیختن طنز و کنایه، کاریکاتور و لطافتی از نگارگری ایرانی در آثارش، گواهی بر هنرِ مدرنِ ایرانی‌شده و پیام اجتماعیِ آن است. گشایشِ یک مدرسهٔ هنریِ مدرن برای نقاشی و چاپ سنگی، اشتیاق او به پیشرفت را نشان می‌دهد. این تلاش‌ها برای تدوین مدرنیته‌ای بومی، با وجود وعده‌های آغازین و به‌خاطر موانعِ به‌وجودآمده از سوی حکومتِ استبدادیِ شکاک به هر محیط اجتماعی و ماهیت چاپ، نتیجه‌ای نداشت. گذشته از این، احتمال دارد کوشش‌های او به‌خاطر گسترش شیوهٔ غربیِ تکنیک‌های نقاشی، چاپ سنگی و عکاسی در دههٔ دوم سدهٔ نوزدهم میلادی، امکان بروز بیشتری نداشته‌است. این توانایی، نشان‌دهندهٔ اثرپذیری معلمان و دانشجویان دارالفنون از این نوع دیدگاهِ جدید و مهم‌تر از همه، دسترسی به فناوری و هنر گرافیکِ غربی نیز بوده‌است. بدین‌ترتیب در دوره‌ای کوتاه، اثرگذاریِ صنیع‌الملک بر جامعه کاملاً از بین رفت. حتی روشن نیست مدرسهٔ هنری‌اش باقی ماند یا از میان رفت؛ و اگر باقی بوده‌است، چه مدت دوام داشته‌است. جز شمارِ اندکی از شاگردانش، دربارهٔ کارآموزانش در مجمع‌الصنایع یا کسانی که در روزنامه یا مدرسه هنری‌اش آموزش دیدند، اطلاعات بسیار اندکی وجود دارد.
شاید نزدیک‌ترین شخص به او در سبک کاری، سلیقه و علاقه‌مندی به جدایی از پشتیبانی درباری، برادرزاده‌اش محمد غفاری، ملقب به کمال‌الملک بوده باشد. او مانند عمویش که شاید الگویش نیز بوده، دربار را به قصد سفر به ایتالیا و یادگیری شیوهٔ نقاشیِ استادان رنسانسی، ترک کرد و همانند صنیع‌الملک، شیوهٔ شخصی خود را در جهت رئالیسمِ اجتماعی دنبال نمود. شگفت‌انگیز آنکه در سال ۱۳۲۵ ه‍.ق و در اوج انقلاب مشروطه، پا در جای پای عموی خویش گذاشت و مدرسهٔ هنرهای زیبایی را با نام «مدرسهٔ صنایع مُستَظرَفه» تأسیس کرد و در طول بیش از دو دهه، نسلی از هنرمندانی را که بیشتر از فرزندانِ بزرگانِ قاجار و در دورهٔ پس از مشروطه بودند، در سبکِ رئالیسم رمانتیک آموزش داد. او بسیار کوشش کرد تا از حمایتِ دربار و بزرگان تا زمان اوایلِ حکومتِ پهلوی، مستقل و دور بماند.

## آثار

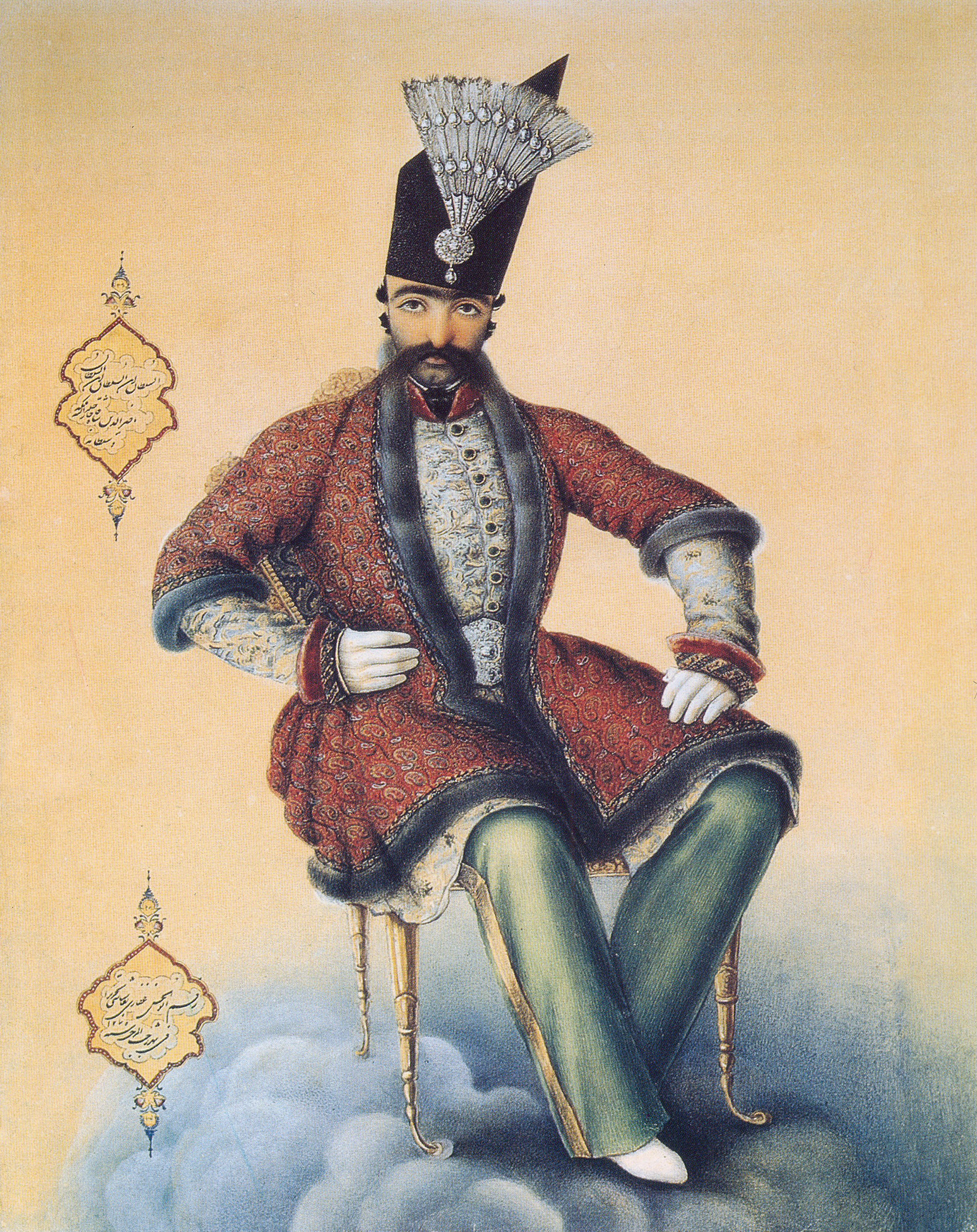
«ناصرالدین‌شاه نشسته بر صندلی»

مأموریت‌های بزرگ ابوالحسن به‌عنوان نقاشباشی دربار، دو سفارش بود: نخست نقاشی مراسم سلام نوروزی ناصرالدین‌شاه و دوم، تصویرسازی کتاب هزار و یک شب. پرده‌های نقاشی سلام نوروزی — که شبیه نقاشی‌های دیواری عبدالله خان نقاش‌باشی بود — به‌منظور نصب در تالار پذیرایی عمارت نظامیه نقاشی شدند. پیکرها به‌مانند نمونهٔ آثار عبدالله خان در کاخ نگارستان در اندازهٔ واقعی‌اند. اما برخلاف پیکرهای خشک و چوبین و چهره‌های یکسانِ نقاشیِ عبدالله خان، پیکرهای این نقاشی‌ها کاملاً شخصی و هر کدام متفاوت از دیگری نقاشی شده‌اند. این اثر پرکارترین کار ابوالحسن است که به‌سفارش میرزا آقاخان نوری و در سال ۱۲۷۳ ه‍.ق به پایان رسیده‌است. او همراه با شاگردانش چهار سال بر روی آن کار کردند. این نقاشی‌ها اکنون در موزهٔ ایران باستان در تهران نگاه‌داری می‌شوند. این اثر نشان‌دهندهٔ ناصرالدین شاه بر تخت با پسران و وزرایش و با حضور درباریانِ بسیار و فرستادگان خارجی است. همزمان با انجام این نقاشی‌ها، ابوالحسن با همکاری شاگردان خویش، تصویرسازی نسخهٔ خطیِ هزار و یک شب در شش جلد و با ۱۱۳۴ صفحه نقاشی را انجام دادند. این اثر نشان‌دهندهٔ آخرین کوشش‌ها برای پاسبانی و نگاه‌داری سنتِ کتاب‌نگاری ایرانی است. در سال ۱۲۶۹ ه‍.ق از سوی ناصرالدین‌شاه و راهنمایی و نظارت حسینعلی‌خان معیرالممالک، طراحی و نظارت بر تصویرسازیِ ترجمهٔ فارسیِ شش جلدی از کتاب هزار و یک شب را عهده‌دار شد. ساختِ کلیِ کتاب هفت سال میان سال‌های ۱۲۶۹–۱۲۷۶ ه‍.ق توسط چهل و سه نفر از هنرمندان متخصص گوناگون به‌طول انجامید؛ که از آن میان، گروهی متشکل از سی و چهار نقاش در مصورسازی کتاب زیر نظر ابوالحسن کار می‌کردند. کتاب در حال حاضر در کتابخانهٔ گلستان نگاه‌داری می‌شود. پس از پایان کار کتاب، ابوالحسن نقاشی‌ای از معیرالممالک درحال تقدیم کتاب به شاه را انجام داد. او به پاس زحمات و حمایت‌های معیرالممالک از او در سفر به اروپا، از او و فرزندانش نقاشی‌های بسیاری انجام داد.
پس از انتصاب به‌عنوان مدیر چاپ و سردبیر رسمی روزنامهٔ دولت از سوی ناصرالدین‌شاه در سال ۱۲۷۷ ه‍.ق، روزنامه تحت هدایت او با فرم و ظاهر چشمگیری بهبود داده شد و با نام جدیدی ارائه شد: روزنامهٔ دولت علّیهٔ ایران؛ وی مجموعه‌ای استادانه دربردارندهٔ پرتره‌های چاپ سنگی ظریف از شاهزادگان و دولتمردان و گاهی اوقات، نمایشی از رویدادهای روزمرهٔ قابل‌توجه را سامان‌دهی کرد. تا پیش از آن، روزنامه — که از اقدامات امیرکبیر بود — وقایعِ اتّفاقیّه نام داشت و ۴۷۱ شماره از آن به‌صورت هفتگی منتشر شده بود. ابوالحسن در شمارهٔ ۴۷۲، نام آن را به روزنامهٔ دولت علّیهٔ ایران تغییر داد و در قطعی بزرگ‌تر و کاغذی مرغوب‌تر چاپ کرد. به‌خاطر جنبهٔ رسمی و دولتی روزنامه، نشان شیر و خورشید بر سرلوحهٔ روزنامه و همین‌طور تصاویری از شاهزادگان و رجال سیاسی و رویدادهای رسمی در هر شماره چاپ می‌شد. این نخستین روزنامهٔ مصور به روش چاپ سنگی در ایران بود.
او در نقاشی رویدادهای معاصر — مانند «مرگ درویش دروغگو در استرآباد» — و نیز طراحی نشانه‌های گرافیکی برای موضوعات دولتی و فرمان‌ها و نگارگری بر روی قلمدان مهارت داشت. از آثارش عبارتند از: «چهرهٔ میرزا آقاخان نوری» (۱۲۷۰ ه‍.ق)، «ناصرالدین‌شاه نشسته بر صندلی» (۱۲۷۶ ه‍.ق)، «مجلس بزم و میزبانان مخمور» (۱۲۷۶ ه‍.ق) و «علامت فرمان همایون» (۱۲۷۷ ه‍.ق).
| خانی که خزانه در کف همت اوست |  | نقش فلک از کارگه دولت اوست     |
| نقاش چگونه صورتش می‌بکشد      |  | زیرا که معانی همه در صورت اوست |

| زهی مصور سحرآفرین صنیع‌الملک        |  | که صنع کلکش صورت دهد معانی را |
| بر این قلمدان بنگر که از بدایع کلک |  | قلم کشیده سراپا نقوش مانی را  |